# Інша (телесеріал)
«Інша» (рос. «Другая») — російськомовний міні-серіал 2019 року знятий в Україні. Телесеріал створено продакшн-компанією «Star Media» на замовлення телеканалу «Україна». Режисером виступив Дмитро Лактіонов.
Прем'єра в Україні відбулася у понеділок 15 квітня 2019 року на телеканалі ТРК Україна. Прем'єра в Росії очікується в 2020 році. 

## Синопсис
Головна героїня Уляна стала випадковим свідком убивства, тому змушена переховуватися від бандитів, щоб і самій не загинути. Її найкращий товариш, що давно в неї закоханий, допомагає їй зникнути, щоб хоч на час позбутися небезпечного переслідувача. Уляна вирішує поїхати до іншого міста до своєї успішної і багатої сестри-близнючки Лєри, з якою давно не спілкувалася. Але перед самою зустріччю дізнається, що сестра щойно загинула. Усі — чоловік, друзі, колеги — приймають Уляну за Лєру…
|  | «Мені художники по гриму говорили: "Почекай, тут потрібна перехідна зачіска". Коли Уляна тільки починала видавати себе за сестру, вона була її копією. Але Уляна, поступово вживаючись в її образ, все більше вносила до нього свої риси і тут був потрібен перехід. Я чіпляюся за характери героїнь, а вони - протилежні: Уляна більше переживає за інших, її сестра - за себе. Але подобаються мені обидві - кожна по-своєму», - розповіла актриса Наталі Старинкевич. |

## У ролях
- Наталі Старинкевич — Уляна / Лера (головна роль)
- Олександр Нікітін — Мартинов (головна роль)
- Денис Мартинов — Барабанов
- Міла Сивацька — Катя
- Світлана Малюкова — Женя
- Кирило Жандаров — Красавін
- Петро Нестеров — Іван
- Олександр Кобзар — Ратов
- Світлана Степанковська — Діана
- Дмитро Саранськов — Градов
- Олександр Суворов — Візгирь
- Вікторія Литвиненко — Наталя
- Олександр (Лесь) Задніпровський  — Артур Штейн
- Ігор Пазич — Андрій
- Ігор Петрусенко — Вечеровський, слідчий
- Костянтин Октябрьський — епізод
- Данила Бочков — Барабанов в дитинстві
- Анастасія Гиренкова — Ліля, медсестра
- Світлана Зельбет — Старкова
- Марина Кукліна — медсестра

### У епізодах
- Ганна Абрамьонок
- Ірина Авдєєнко
- Олег Аксамитовський
- Павло Алдошин
- Тамара Антропова
- Артур Арамян
- Людмила Ардельян
- Наталія Бабенко
- Анастасія Баша
- Олександр Бегма
- Петро Бойко
- Олена Борозенець
- Богдан Буйлук
- Андрій Волошин
- Юрій Висоцький
- Катерина Гаркуша
- Юрій Гребельник
- Костянтин Данилюк
- Максим Даньшин
- Алла Мартинюк
- Сергій Деньга
- Тимофій Дмитрієнко — Кирило
- В'ячеслав Дудко
- Юрій Дяк
- Олена Колесніченко
- Георгій Хостікоєв
- Валерія Задумкіна
- Тетяна Злова
- Кирило Карпук
- Максим Кириченко
- Віра Кобзар
- Єгор Козлов
- Андрій Колесник
- Олексій Колесник
- Карина Коломієць
- Сергій Комаровський
- Надія Кондратовська
- Галина Корнєєва
- Христина Коршикова
- Сергій Кучера
- Ольга Ларіна
- Ганна Левченко
- Роман Магрицький
- Роман Мацюта
- Ірина Калашникова
- Олександр Моїсеєнко
- Тамара Морозова
- Артем Мяус
- Інга Нагорна
- Ігор Назаров
- Максим Нікітін
- Петро Ніньовський
- Олена Новікова (III)
- Віталій Овчаров
- Євген Овчаров
- Юрій Одинокий
- Олександр Онищенко
- Тетяна Павлюх
- Василина Паламар
- Дарина Панасенко
- Владислав Писаренко
- Євген Підгорний
- Олександр Подольський (II)
- Олександра Польгуй
- Сергій Пономаренко (III)
- Євген Рачок
- Ганна Шосталь
- Денис Роднянський
- Алеся Романова
- Ігор Салімонов
- Сергій Сафрончик
- Василь Сивохопа
- Дмитро Сова
- Дмитро Соловйов
- Катерина Старюченко
- Олександр Сугак
- Ірина Султанова
- Павло Текучов
- Марк Терещенко
- Олег Терновой
- Андрій Титов
- Віолетта Трикова
- В'ячеслав Хостікоєв
- Тарас Цимбалюк
- Роман Чорний
- Карина Чернявська
- Світлана Шекера
- Ахмед Есмурзіев
- Анжеліка Ешбаєва — Софія
- Евеліна Юкова
- Володимир Ямненко
- Юрій Ребрик
- Анастасія Ровінська — епізод

## Зйомки
Основою даного серіалу став формат, який поширює у світі студія CBS Studios International. Його прийнято називати «Ringer». Є чимало прикладів подібного телевізійного продукту. Це відомі серіали «CSI: Місце злочину Нью-Йорк», «Округ», «Надприродне». Вони були зняті в різний час телевізійною студією CBS і Warner Bros. Television у співпраці з ABC та Brillstein Entertainment. Над їх створенням працювали виконавчі продюсери Пем Уізі, Джон Лібман, Джоан Колонни, а також співвиконавчі продюсери / співавтори Ніколь Снайдер, Еріка Чармело та Сара Мішель Геллар.